# Hardy Feigt
Hardy Feigt (* 9. August 1984) ist ein ehemaliger deutscher Fußballspieler.

## Karriere
Feigt spielte in der Saison 2002/03 für den Oranienburger FC Eintracht in der Oberliga. Dort kam er insgesamt zu 18 Einsätzen, am Ende der Saison 2002/03 stieg er mit Oranienburg aber aus der vierthöchsten Spielklasse ab. Im Januar 2004 wechselte er zum SC Oberhavel Velten. Zur Saison 2005/06 schloss er sich dem TuS 1896 Sachsenhausen an. In der Winterpause 2007/08 wechselte er zum österreichischen Regionalligisten FC Dornbirn 1913. In seinen ersten eineinhalb Jahren in Dornbirn kam er zu 39 Einsätzen in der Regionalliga West. Am Ende der Saison 2008/09 stieg er mit den Vorarlbergern in die zweite Liga auf.
Sein Debüt in der zweithöchsten Spielklasse gab er dann im Juli 2009 gegen den SKN St. Pölten. Für Dornbirn kam er insgesamt zu neun Zweitligaeinsätzen, ehe er mit dem Verein nach nur einem Jahr wieder zurück in die Westliga abstieg. In dieser absolvierte er dann noch 25 Partien für den FCD, ehe er zur Saison 2011/12 zum fünftklassigen FC Sulzberg wechselte. Für Sulzberg spielte er zwölfmal in der Landesliga. Im Januar 2012 kehrte Feigt dann zum FC Dornbirn zurück, wo er sich der Reserve anschloss. Für diese absolvierte er elf Spiele in der sechsthöchsten Spielklasse. Zur Saison 2012/13 wechselte er innerhalb der Stadt zum fünftklassigen Dornbirner SV. Für den DSV spielte er zwölfmal in der Landesliga. Im Januar 2013 wechselte er zum FC Hard in die Regionalliga. Für Hard kam er zu 14 Einsätzen in der dritthöchsten Spielklasse. Vor der Saison 2013/14 riss er sich das Kreuzband. Danach arbeitete er zwar noch an seinem Comeback und versuchte sich in Testspielen für Hard, zu einem Pflichtspieleinsatz kam er jedoch nie mehr, womit seine Karriere beendet war.